# 关系 (数学)
在數學上，關係是對如等於{\displaystyle =}或序{\displaystyle <}等二元關係的廣義化。

## 簡介
參考一個如「X認為Y喜歡Z」之類的關係，其實際情形如下：
| X    | Y    | Z    |
| ---- | ---- | ---- |
| 韻如 | 凯文 | 佳馨 |
| 正乾 | 韻如 | 柏豪 |
| 正乾 | 正乾 | 韻如 |
| 佳馨 | 佳馨 | 佳馨 |

上表的每一行都代表著一個事實，並給出「X認為Y喜歡Z」此類形式的斷言。例如，第一行即表示「韻如認為凯文喜歡佳馨」。上表表示一個在集合P上的關係S，其中：
P = {韻如，凯文，佳馨}
包括表中所有的人物。表中的資料則等同於如下的有序對：
S = {(韻如，凯文，佳馨), (正乾，韻如，凯文), (正乾，正乾，韻如), (佳馨，佳馨，佳馨)}
若較不嚴謹些，通常會將S(韻如，凯文，佳馨)用來指上表中第一行的同一種關係。關係S為「三元」關係，因為每一行都包含了「三個」項目。關係是一個以集合論中的概念定義出的數學物件（即關係為{X,Y,Z}的笛卡兒積的子集），包含了表中所有的訊息。因此，數學上來說，關係純粹是個集合。

## 形式定義
k元關係在數學上有兩種常見的定義。
定義1在集合X1,…,Xk上的關係L是指集合的笛卡兒積的子集，寫成L ⊆ X1 ×…× Xk。因此，在此定義下，k元關係就是個k元組的集合。
第二個定義用到數學上一個常見的習慣－說「某某為一n元組」即表示此一某某數學物件是由n組數學物件的描述來判定的。在集合X1,…,Xk上的關係L中，會有k+1件事要描述，即k個集合加上一個這些集合笛卡兒積的子集。在此習慣下，L可以說是一個k+1元組。
定義2在集合X1,…,Xk上的關係L是一個k+1元組L = (X1,…, Xk, G(L))，其中G(L)是笛卡兒積X1 ×…× Xk的子集，稱之為L的「關係圖」。

## 例子

### 可除性
兩個正整數n和m之間「可除性」的關係是指「n 整除m」。此一關係通常用一特殊的符號「 | 」來表示它，寫成「n|m」來表示「n整除m」。
若要以集合來代表這二元關係，即是設正整數的集合P = {1,2,3,…}，然後可除性就是一個在P上的二元關係D，其中D為一包含了所有n|m的有序對 (n,m)。
例如，2為4的因數及6為72的因數，則可寫成2|4和6|72，或D(2,4)和D(6,72)。

### 共面
對三維空間內的線L，存在一個三條線為共面的三元關係。此一關係「無法」縮減成兩條線共面的二元對稱關係。
換句話說，若 P(L,M,N)表示線 L,M,N共面，且Q(L,M)表示線 L,M共面，則Q(L,M),Q(M,N)和Q(N,L)不能合起來代表P(L,M,N)也是對的；但相反則是正確的（三條共面的線之中的一對必然也會是共面的）。其中有兩個幾何上的反例。
第一個是，如x軸、y軸和z軸之類共點（即交於同一點）的三條線。另一個則是在任一三角柱上平行的三邊。
若要正確，則必須加上每對線都會相交且相交的點都不同。如此一來，每對線的共面才會意指三條線的共面。

## 關係的性質
数学上更有研究意义的是具有某种性质的关系。一些常见的性质包括：自反性、反自反性、对称性、反对称性、传递性。确定一个关系是否具有这些性质，可以通过考察它的关系图或者是关系矩阵来做到。
具有自反性、对称性、传递性的关系称作等价关系。一个常见的例子就是整数的模同余。
具有自反性、反对称性、传递性的关系称作偏序关系。例如自然数集上的大于等于就是偏序关系。

## n元谓词
n元谓词就是含有n个变量的布尔值函数。
由于上述的n元关系定义了 (x1, ..., xn)属于R时唯一的n元谓词（反之亦然），关系和谓词通常使用相同的符号。所以下列两种写法一般认为是等价的：
{\displaystyle (x_{1},x_{2},\dotsb )\in R}
{\displaystyle R(x_{1},x_{2},\dotsb )}

## 多重关系
许多事物有多个元素两两关系。例如：
1，无穷个質数都是两两互質。例如質数2,3,5,7,11，就是所有質数之间没有公因数，我们知道有无穷的質数两两互質；
2，无穷个区域两两相连。例如，一个汽车轮胎形状的环面可以有7个区域两两相连，有两个洞的曲面可以有8个区域两两相连，有三个洞的曲面可以有9个区域两两相连，...。我们知道可以构造无穷的区域两两相连。